# 阿南塔·辛格
阿南塔·拉尔·辛格（Ananta Lal Singh；1903年12月1日—1979年1月25日）是印度革命者，于1930年参与了吉大港军械库突袭。 后来创立了印度革命共产主义委员会。
2010年的印地语电影《Khelein Hum Jee Jaan Sey》中，马尼德·辛格扮演辛格。

## 生平

### 早年
1903年12月1日生于吉大港。父亲是戈拉普·（古拉布）·辛格（Golap (Gulaab) Singh）。祖先是从阿格拉迁徙到吉大港定居的拉杰普特人。在吉大港市立学校学习期间遇到苏利耶·森，并成为他的追随者。

### 革命运动
辛格参与印度民族主义运动始于1921年的不合作运动。尽管他激励他的同学参加运动，但他个人对运动没有多少信心。1923年12月14日，他和尼尔马尔·森（Nirmal Sen）根据苏利耶·森的计划抢劫了阿萨姆孟加拉铁路公司（Assam Bengal Railway）的财政部门，并于12月24日抢劫后与警方发生冲突。他逃离现场，在Sandwip短暂停留后到达加尔各答并被捕，但不久便被释放。于1924年再次被捕，并被关押四年。
释放后，他创立了一个大学预科，并为苏利耶·森领导的革命运动召集了许多青年。他是1930年4月18日吉大港军械库突袭的领导人之一。事件发生后，他与Ganesh Ghosh和Jiban Ghoshal一起逃离吉大港。在与芬尼火车站的警察短暂遭遇后，他避难到法国领土昌德那戈尔。但听到他已在狱中的革命家遭受酷刑的消息后，他于1930年6月28日在加尔各答自首，被判终身监禁，并被送往布莱尔港的多孔监狱（Cellular Jail）。1932年在多孔监狱进行了长时间绝食，由于圣雄甘地和泰戈尔的倡议，他与其他一些政治犯一起被带回大陆的监狱。1946年获释，加入印度共产党。

### 1947年后
1947年印度“独立”后，辛格主要参与电影制作和汽车经销。1960年代后期，他创立了一个新的左翼政治团体“人-钱-枪”（Man-Money-Gun）， 后来在加尔各答更名为印度革命共产主义委员会。这个组织的成员在加尔各答进行了一系列抢劫银行活动，以筹集资金购买军火和弹药。他人生中的这段时期颇有争议。 这时，当地报纸和巴德拉洛克仍有大量文章怀念和崇敬革命的民族主义者，并对他的行为感到非常沮丧。1969年，他与大部分团体成员一起，在他们的藏身处、贾杜戈拉附近的森林（现贾坎德邦）被捕。被监禁到1977年，监禁期间困扰于心脏问题，释放后不久去世。

## 作品
辛格最重要的作品是他富有争议的自传《有人称我为盗贼，有人称我为革命者》（Keu Bale Dakat，Keu Bale Biplabi）。他的其他重要作品包括：《吉大港的青年革命》（Chattagram Yubabidroha，两卷本）、《火中的吉大港》（Agnigarbha Chattagram）、《苏利亚·森的梦想和苦行》（Surya Sener Svapna O Sadhana）以及《我是那个女孩》（Ami Sei Meye）。 1960年至1966年，他甚至制作了三部孟加拉语电影，其中包括热门的《贾马拉耶·吉达·马努什》（Jamalaye Jibanta Manush）。